# Maçarico-real

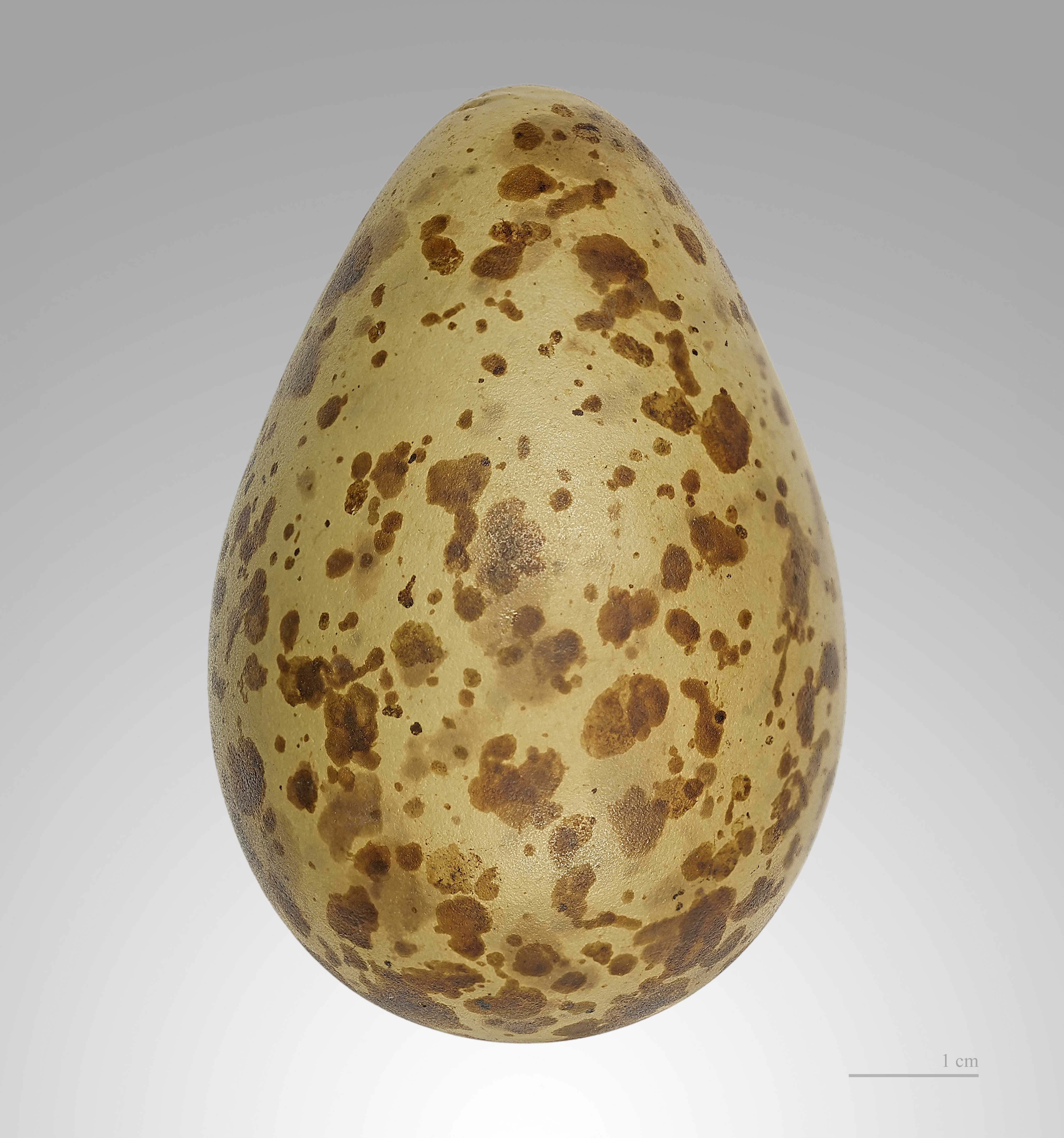
Numenius arquata - MHNT

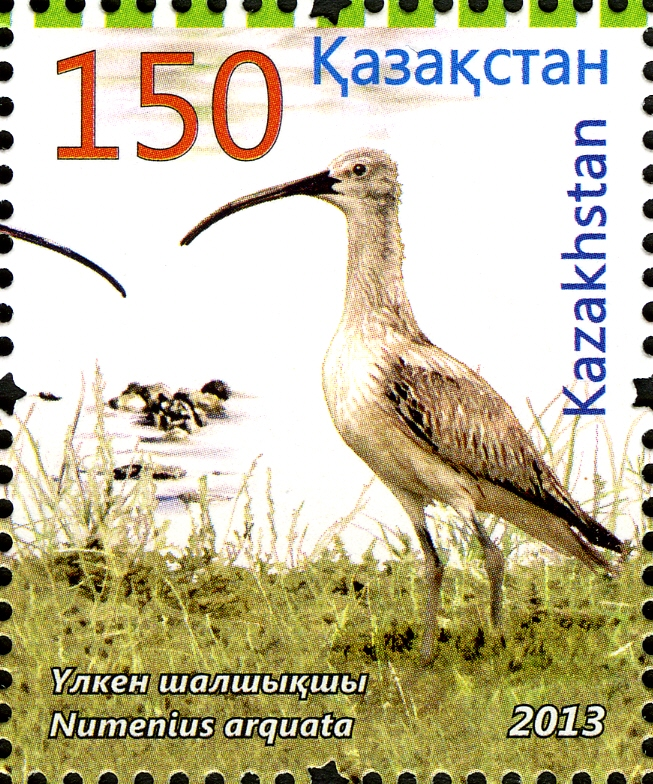
Um maçarico-real num selo cazaque de 2013

O maçarico-real (Numenius arquata) é uma ave limícola da família Scolopacidae. É um dos maiores membros da sua família e distingue-se dos outros maçaricos pelo seu grande tamanho e pelo longo bico recurvado.
Nidifica principalmente na Europa central. Alguns indivíduos migram para sul e invernam em Portugal, sobretudo nos grandes estuários.

## Subespécies
São reconhecidas 2 subespécies:
- N. a. arquata - Europa ocidental e central
- N. a. orientalis - Ásia central